# سواتی یان پود سکالوو
سواتی یان پود سکالوو (به لاتین: Svatý Jan pod Skalou) یک منطقهٔ مسکونی در جمهوری چک است که در ناحیه بروون واقع شده‌است. سواتی یان پود سکالوو ۴٫۰۹ کیلومتر مربع مساحت و ۱۵۸ نفر جمعیت دارد و ۲۳۳ متر بالاتر از سطح دریا واقع شده‌است.